# Wuhuan
Els wuhuan (xinès tradicional: 烏桓; xinès simplificat: 乌桓; Pinyin: Wūhuán) foren un poble nòmada mongol que vivia a la regió del riu Leao, a la moderna Manxúria, a la Xina, vers el segle i; estaven emparentats amb els xianbei. A mitjan segle I el governador xinès de Leao-tong, Tsi Yong, va incitar algunes tribus veïnes a atacar als xiongnu septentrionals, i entre elles hi havia els wuhuan. Els wu-huan i els xianbei van lluitar contra els xiongnu amb èxit, però finalment els wuhuan van quedar com a vassalls dels xianbei i es van establir al Dalai Nor i al Qaramurden, al sud del gran Khingan.
El wu-huan foren derrotats el 207 al Jehol pel general xinès Ts'ao Ts'ao, i el 215-216 els van portar i establir, amb les restes dels xiongnu meridionals, a les despoblades zones frontereres del Shensi, el Shansi i el Hopei, on foren controlats per un comissari xinès. Quan la dinastia Han va desaparèixer el 220 en mig de la guerra civil el poble dels wuhuan ja no tenia prou poder per intentar res contra la Xina.